# Parpan
Parpan (rm. Parpaun) – szwajcarska miejscowość w gminie Churwalden, w kantonie Gryzonia, w regionie Plessur. Leży w Alpach Glarneńskich. Jest bazą narciarską i ośrodkiem sportowym. Według ostatniego spisu ludności w miejscowości mieszkają 242 osoby. Do 31 grudnia 2009 samodzielna gmina, dzień później połączona z gminą Malix oraz Churwalden.